# Goffredo II di Besalú
Goffredo II, Wifredo in spagnolo, Guifred in francese, Guifré catalano. Godefridus in latino (910 circa – Besalù, 957), fu Conte di Besalú dall'927 alla sua morte.

## Origine
Goffredo, secondo la Marca Hispanica sive Limes Hispanicus, era il figlio maschio secondogenito del Conte di Cerdanya, di Conflent e di Besalú, Miró II e di Ava (?-prima del 26 febbraio 961, data in cui secondo lo storico catalano, Pròsper de Bofarull i Mascaró, Ava risultava defunta), che, secondo alcune fonti era discendente dei conti di Ribagorza.

Miró II di Cerdanya era il figlio maschio terzogenito del Conte di Urgell, della Cerdanya, di Gerona, di Conflent, d'Osona, e di Barcellona, Goffredo il Villoso e di Guinidilda († prima del 904), originaria delle Fiandre, sia secondo la Crónica de San Juan de la Peña, che secondo il Gesta Comitum Barchinonensium (secondo la storica britannica Alison Weir, nel suo libro:Britain's Royal Families: The Complete Genealogy -latest edition, 2002-, era figlia di Baldovino I delle Fiandre e di Giuditta, la figlia del re dei Franchi occidentali, Carlo il Calvo). Mentre alcuni storici catalani sostengono che fosse d'origine catalana, forse figlia di Mirò I (quindi nipote di Goffredo il Villoso) conte di Rossiglione, oppure di Borrell, Conte di Cerdagna, Urgell e Osona oppure ancora di Sunifredo. Quindi Mirò II era fratello dei conti di Barcellona, Goffredo II Borrell I, Sunyer e del Conte di Urgell, Sunifredo II.

La penisola iberica nella prima metà del X secolo. La marca di Spagna è vassallo del regno di Francia

## Biografia
Secondo il Gesta Comitum Barchinonensium, suo padre Mirò II, morì nel 929 e, nella Cerdanya gli succedette suo fratello primogenito, Sunifredo come Sunifredo II. Mirò fu sepolto nel monastero di Ripoll. Secondo il Chronicon alterum Rivipullense, invece morì nel 928, data confermata anche dallo storico catalano, Pròsper de Bofarull i Mascaró, nel suo Los condes de Barcelona vindicados, Tome I, che riporta che Mirò aveva redatto un testamento nel 926.

La Contea di Besalú fu governata da Goffredo, che operò unitamente alla madre, Ava, e ai fratelli Sunifredo, Oliva e Mirò; durante il suo governo la contea ha vissuto un periodo di continue rivolte e disordini, dovuti alla rivalità tra le contee di Barcellona e Cerdanya..
Secondo il documento n° 446 del Catalunya carolíngia: Els comtats de Girona, Besalú, Empúries i Peralada (1 pts) (non consultato), Goffredo, nel 938, fece una donazione, assieme alla madre, Ava ed ai fratelli, Sunifredo, Oliva e Mirò (La condesa Ava y sus hijos Seniofredo, Wifredo, Oliba y Miron)

Secondo il documento n° LXXVI della Marca Hispanica sive Limes Hispanicus, Goffredo, nel 941, fece una donazione assieme alla madre, Ava e ai tre fratelli maschi, Sunifredo, Oliva e Miró (Ava comitissa et filiis meis Seniofredus comes et Wifredus comes et Oliba comes et Miro levita).

Goffredo ha fondato il monastero di Sant Pere a Camprodon ed ha inoltre collaborato alla fondazione della chiesa di San Julián de Ribelles a Bassegoda e di quella di Santa María del Castell a Finestres.
Nel febbraio 952, Goffredo si recò a Reims, dove al re di Francia, Luigi IV, chiese sovvenzioni per il monastero di Camprodon e le proprietà del visconte Unifredo, colpevole di tradimento; dopo aver ottenuto entrambe le richieste, rese omaggio al re di Francia, e fu l'ultimo conte catalano a farlo.
Nel 957 il conte di Barcellona, Borrell II istigò una rivolta contro Goffredo II di Besalú per ottenere il controllo della contea. Tra i ribelli vi erano i discendenti si suo cugino, Oliva. Goffredo II, sostenuto dai suoi fedeli, combatté contro i ribelli, ma la loro superiorità fece rifugiare il conte nel castello di Besalú, e, quando cercò di fuggire, fu catturato e ucciso durante la fuga. Tuttavia, Borrell II di Barcellona non riuscì a impadronirsi della contea, poiché i fratelli di Goffredo II Sunifredo e Miró continuarono la lotta e sconfissero i ribelli.

Il documento n°C della Marca Hispanica sive Limes Hispanicus conferma che nel 962, Goffredo era già morto, in quanto viene citato come deceduto (comes Vuifredus migraretur a seculo).

Dopo la morte di Goffredo, senza discendenza, la Contea di Besalú era passata al primogenito, Sunifredo, che la lasciò governare da Oliva Cabreta; infatti il documento n° XI del Cartulaire roussillonnais, datato 966, Oliba, viene citato come conte di Besalù (Oliba dei gratia comes Bisuldun).

## Discendenza
Di Goffredo II non si conosce il nome di una eventuale moglie né si hanno notizie di alcuna discendenza.

### Fonti primarie
- (LA)  Rerum Gallicarum et Francicarum Scriptores, Tomus IX.
- (LA)  Cartulaire roussillonnais.
- (LA)  Marca Hispanica sive Limes Hispanicus, 1688.
- (LA)  Crónica de San Juan de la Peña.

### Letteratura storiografica
- René Poupardin, I regni carolingi (840-918), in «Storia del mondo medievale», vol. II, 1999, pp. 583–635
- (LA)  Coleccion diplomatica del Contado de Besalù, Tomo XV-IV, de Olot, 1907.
- (ES)  Bofarull i Mascaró, Los condes de Barcelona vindicados, Tome I,.